# سبط رأوبين
وفقًا للكتاب المقدس العبري، فإن سبط رَأُوبَيْن (بالعبرية: רְאוּבֵן‏) هو أحد أسباط بني إسرائيل الاثني عشر. وعلى خلاف أغلبية الأسباط، كانت أرض رأوبين وكذلك أرض سبط جاد ونصف سبط منسى تقع على الجانب الشرقي من نهر الأردن وتشترك في الحدود مع مملكة موآب. وبحسب الرواية الكتابية، فإن سبط رأوبين ينحدرون من رأوبين الابن الأكبر ليعقوب. يعتبر الكتاب المقدس سبط رأوبين إلى جانب تسعة أسباط أخرى جزءًا من مملكة إسرائيل الشمالية. اختفى ذكر السبط من الروايات التاريخية مع سقوط تلك المملكة حوالي سنة 723 ق.م.

## أراضي السبط
يسجل سفر يشوع تخصيص الأراضي لأسباط رأوبين وجاد ونصف منسى من قبل موسى على الجانب الشرقي من نهر الأردن والبحر الميت. خُصّصت المنطقة الواقعة شرق البحر الميت مباشرة لسبط رأوبين، حيث تمتد من وادي أرنون جنوبًا حتى البحر الميت شمالًا،(يشوع 13: 15-23) وكانت حدودها الشرقية غامضة نظرًا لمجاورتها للصحراء؛ وقد اشتملت هذه المنطقة على سهل مادبا.
الحدّ الدقيق بين أراضي سبطي رأوبين وجاد غير محدّد بشكل متسق في الكتاب المقدس الذي ذكر أن أراضي سبط جاد إلى الشمال من أراضي سبط رأوبين. يُشير العدد 32: 34 إلى أن ديبون وعروعير كانتا ضمن أراضي سبط جاد، بينما يذكر يشوع 13: 15-17 أنهما جزءًا من أراضي سبط رأوبين. ونتيجة لهذا التناقض، أدعت الموسوعة اليهودية لسنة 1906م أن أرض سبط رأوبين يمكن اعتبارها مُطوّقةً بأراضي سبط جاد.
الأراضي الموصوفة في يشوع 13 تُصوّر أراضي سبط جاد على أنها تقع إلى الشمال من أراضي سبط رأوبين، في حين أن الوصف في سفر العدد 32 و 34، يذكر أن سبط رأوبين الذين يعيشون بالقرب من حشبون، محاطين بالجاديين. فسّر يوحنان أهاروني الوصف في سفر العدد على أنه يشير إلى التوزيع الفعلي للرأوبينيين والجاديين في زمن داود، والوصف في يشوع 13 على أنه يعكس المناطق الإدارية التي أنشئت في زمن سليمان، ولكن لا يعكس أنماط الاستيطان القبلية الفعلية. بحلول سنة 900 ق.م.، كانت مملكة موآب قد استولت على بعض أراضي سبطي رأوبين وجاد.

## الرواية الكتابية

### الأصول
بحسب التوراة، تتكون القبيلة من نسل رأوبين الابن الأول ليعقوب وليئة. تنظر الدراسات الحديثة إلى الأحداث الموصوفة في سفري التكوين والخروج التي تحتوي على القصص المبكرة عن يعقوب ونسله المباشرين، على أنها غير تاريخية. يُقسّم الكتاب المقدس سبط رأوبين إلى أربع عشائر الحنوكيين والفَلُّويين والحصرونيين والكَرْمِيّين المنحدرون من أبناء رأوبين الأربعة: حنوك وفَلّو وحصرون وكَرْمِي.(عدد 26: 5)
يحتوي تكوين 49 على بركة يعقوب، وهي سلسلة من التنبؤات التي يقدمها الكتاب المقدس على لسان يعقوب حول المصير المستقبلي للقبائل المنحدرة من أبنائه الاثني عشر. يعتقد بعض علماء النصوص أنها كُتبت في وقت لاحق بكثير من هذه الأحداث. وُصف رأوبين بأنه متقلب، "فائرًا كالماء"، وحُكم عليه بأنه "لا يتفضّل" بسبب جريمة رأوبين المتمثلة في ممارسته الجنس مع سريّة أبيه بلهة.(تكوين 49: 4)
ذكر الكتاب المقدس أن يعقوب وأبنائه الاثني عشر، مع أبنائهم، نزلوا إلى مصر في جماعة مكونة من حوالي سبعين شخصًا، من بينهم رأوبين وأبناؤه الأربعة.(تكوين 46: 1-27) بحسب الرواية الواردة في سفر الخروج، بقي بنو إسرائيل في مصر لمدة 430 سنة، وازدادت أعدادهم لتشمل حوالي 600 ألف رجل، دون احتساب النساء والأطفال. وقتئذ، غادروا مصر، وتاهوا لمدة أربعين عامًا في البرية بين مصر وأرض كنعان الموعودة.(عدد 32: 13) ويذكر سفر العدد أيضًا أنه بينما كانت الأسباط تستعد لدخول أرض كنعان بالعبور إلى غرب نهر الأردن هزموا سيحون ملك الأموريين وعوج ملك باشان شرقي الأردن.(عدد 21) حينئذ، طلب سبطا رأوبين وجاد أن تُعطى لهما أرضًا في المنطقة الواقعة شرقي الأردن، لأنها كانت مناسبة لاحتياجاتهما كرعاة للماشية، ووعدوا بالمساعدة في فتح الأرض الواقعة غربي الأردن. قبل موسى طلبهم ومنحهم مع نصف سبط منسى أرض شرقي الأردن.(عدد 32) بعد وفاة موسى، أصبح يشوع زعيمًا لبني إسرائيل،(يشوع 1) وبمساعدة هذه أسباط الشرق بما فيهم سبط رأوبين،(يشوع 4: 12-13) غزا بنو إسرائيل بعض أراضي كنعان، وخُصصّت أراضٍ لباقي الأسباط الاثني عشر.
وفقًا لكينيث كيتشن، كان هذا الغزو حوالي سنة 1200 ق.م.، لكن "جميع" العلماء تقريبًا تخلّوا عن فكرة أن يشوع غزا كنعان مثلما وصف سفر يشوع. ادعى إسرائيل فينكلشتاين وآخرون أن عدم وجود أدلة على الغزو المنهجي أو الظهور المفاجئ لثقافة جديدة يشير إلى أن بني إسرائيل نشأوا ببساطة كثقافة فرعية داخل المجتمع الكنعاني.

#### شجرة النسب
|      |      |      |      |      |      |  |  | رأوبين | رأوبين | رأوبين | رأوبين | رأوبين | رأوبين |  |  | إليورام | إليورام | إليورام | إليورام | إليورام | إليورام |  |  |      |      |      |      |      |      |
|      |      |      |      |      |      |  |  | رأوبين | رأوبين | رأوبين | رأوبين | رأوبين | رأوبين |  |  | إليورام | إليورام | إليورام | إليورام | إليورام | إليورام |  |  |      |      |      |      |      |      |
|      |      |      |      |      |      |  |  |        |        |        |        |        |        |  |  |         |         |         |         |         |         |  |  |      |      |      |      |      |      |
|      |      |      |      |      |      |  |  |        |        |        |        |        |        |  |  |         |         |         |         |         |         |  |  |      |      |      |      |      |      |
| حنوك | حنوك | حنوك | حنوك | حنوك | حنوك |  |  | فَلّو    | فَلّو    | فَلّو    | فَلّو    | فَلّو    | فَلّو    |  |  | حصرون   | حصرون   | حصرون   | حصرون   | حصرون   | حصرون   |  |  | كَرْمِي | كَرْمِي | كَرْمِي | كَرْمِي | كَرْمِي | كَرْمِي |

### تاريخ القبيلة
في هذه الفترة، وفقًا لأغنية دبوره القديمة، رفض سبط رأوبين المشاركة في الحرب ضد سيسرا قائد قوات حاصور، وبدلاً من ذلك ظلوا مكتوفي الأيدي بين قطعانهم كما لو كان وقت سلام.(القضاة 5: 15-16) ويروي صموئيل الأول 11 أن ناحاش ملك عمون [الإنجليزية] هاجم فجأة مدينة يابيش-جلعاد [الإنجليزية]، التي تقع خارج أرضه، وحاصرها، فطلب أهلها تسليم المدينة، فخيّرهم ناحاش بين الموت بالسيف أو اقتلاع أعينهم اليمنى، وأمهلهم سبعة أيام، وسمح لهم خلالها بطلب المساعدة من بني إسرائيل. أرسل المحاصرون رسلًا في جميع أنحاء المنطقة لطلب العون، فأنجدهم شاول، الذي كان راعيًا وقتئذ، بجيش هزم ناحاش وأعوانه بشكل حاسم في بازق. فسّر يوسيفوس فلافيوس الشروط القاسية الغريبة التي فرضها ناحاش للاستسلام على أنها كانت عادة ناحاش في حروبه. إلا أنه ظهر تفسير أكثر اكتمالًا مع اكتشاف مخطوطات البحر الميت، حيث عُثر على نص لم يتواجد في النص السبعيني أو الماسوري، في نسخة من أسفار صموئيل بين اللفائف الموجودة في الكهف الرابع:
وفقًا لسفر أخبار الأيام الأول، ساعد عدينا بن شيزا الرأوبيني ومعه ثلاثون رجلًا داود ضمن محاربو داود الأقوياء [الإنجليزية] في غزو مدينة داود.(أخبار الأيام الأول 11: 42) ووفقًا لسفر أخبار الأيام الأول أيضًا في عهد الملك شاول، شنّ سبط رأوبين حربًا ضد الهاجريين شرقي جلعاد، وانتصروا عليهم؛(أخبار الأيام الأول 5: 10) وفي السفر نفسه، قام تغلث فلاسر الثالث ملك آشور (الذي حكم بين سنتي 745-727 ق.م.) بترحيل سبط رأوبين وسبط جاد ونصف سبط منسى إلى "حلح وخابور وهارا ونهر جوزان".(أخبار الأيام الأول 5: 26)
وفقًا لنقش ميشع الموآبي (حوالي سنة 840 ق.م.)، استعاد الموآبيون العديد من الأراضي في الجزء الثاني من القرن التاسع قبل الميلاد. يذكر النقش القتال ضد سبط جاد وليس سبط رأوبين، على الرغم من استيلاء الموآبيين على نبو ويهصة اللتين كانتا في أرض سبط رأوبين.

### الراية
كان لأسباط بني إسرائيل رايات وصفها سفر العدد، مثل أسد يهوذا.(العدد 2: 2) وقد اختلف الكتاب اليهود حول ما إذا كانت راية رأوبين تحمل رمز رجل أو طفل ذكر، أم لفاح، أم طفل يحمل بيده لفاحًا.

## وصلات خارجية
- خريطة تقسيم الأراضي، ونصيب سبط رأوبين، أدريخيم، 1590م، مجموعة خرائط إران لائور، مكتبة إسرائيل الوطنية (بالعبرية)
- خريطة أرض سبط رأوبين، فولر، 1650م، مجموعة خرائط إران لائور، مكتبة إسرائيل الوطنية (بالعبرية)